# 열정 (영화)
"열정"은 1967년 공개된 대한민국의 영화이다.

## 배역
- 신성일
- 고은아
- 이수련
- 이빈화
- 김순철
- 임석경
- 한유정
- 김신재
- 이형백
- 석운아
- 김웅
- 김기백